# Tykadłów (gromada)
Tykadłów – dawna gromada, czyli najmniejsza jednostka podziału terytorialnego Polskiej Rzeczypospolitej Ludowej w latach 1954–1972.
Gromady, z gromadzkimi radami narodowymi (GRN) jako organami władzy najniższego stopnia na wsi, funkcjonowały od reformy reorganizującej administrację wiejską przeprowadzonej jesienią 1954 do momentu ich zniesienia z dniem 1 stycznia 1973, tym samym wypierając organizację gminną w latach 1954–1972.
Gromadę Tykadłów z siedzibą GRN w Tykadłowie utworzono – jako jedną z 8759 gromad na obszarze Polski – w powiecie kaliskim w woj. poznańskim, na mocy uchwały nr 22/54 WRN w Poznaniu z dnia 5 października 1954. W skład jednostki weszły obszary dotychczasowych gromad Tykadłów, Helenów, Russów i Anielin ze zniesionej gminy Zborów w tymże powiecie. Dla gromady ustalono 12 członków gromadzkiej rady narodowej.
4 lipca 1968 gromadę zniesiono, a jej obszar włączono do gromad: Kokanin (miejscowości Helenów i Russów) i Żelazków (miejscowości Anielin, Garzew, Tykadłów i Złotniki Małe) w tymże powiecie.